# Malva occidentalis
Malva occidentalis là một loài thực vật có hoa trong họ Cẩm quỳ. Loài này được (S. Watson) M.F. Ray mô tả khoa học đầu tiên năm 1998.